# اور یهودا

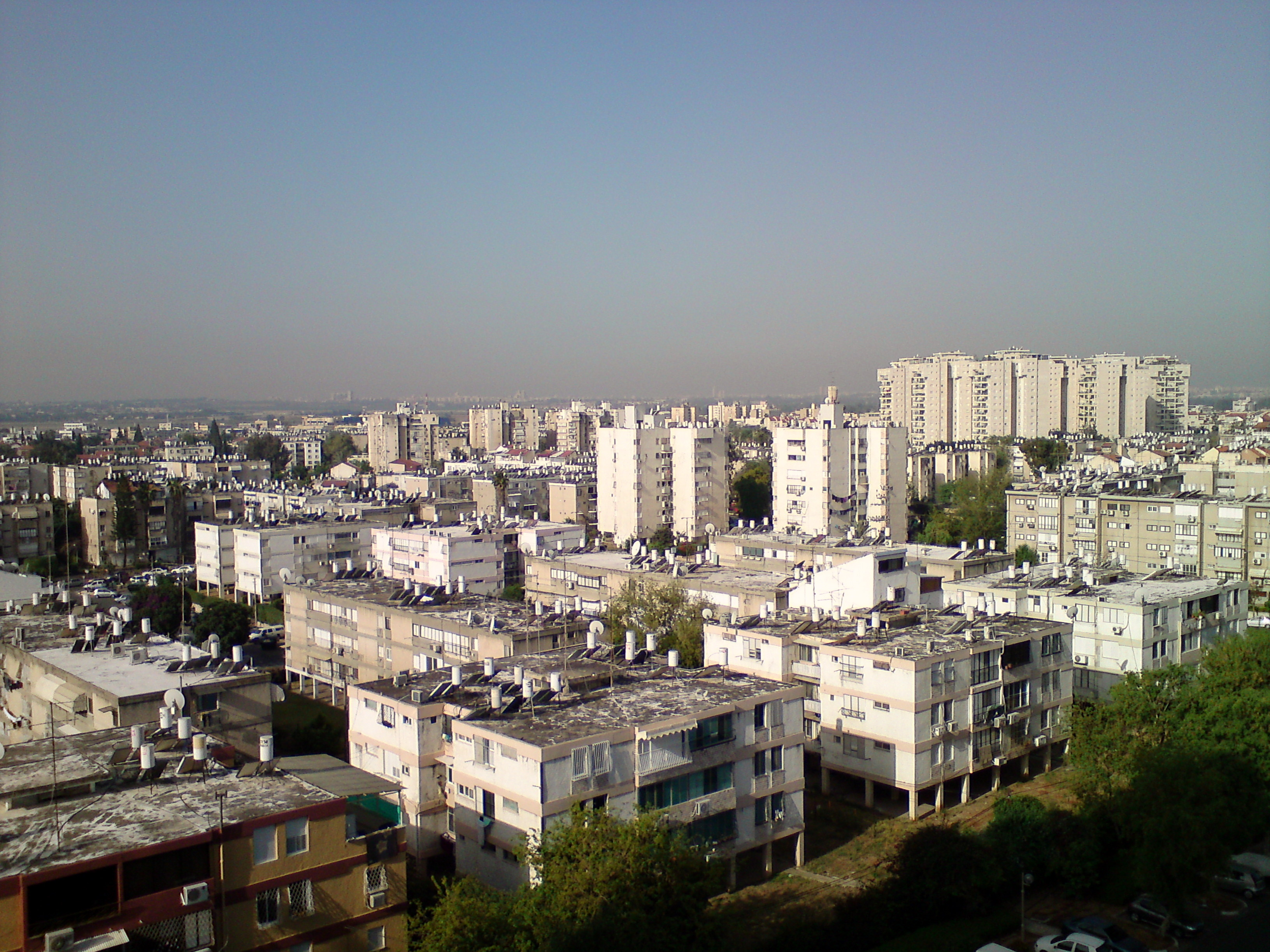
نمایی از اور یهودا، شهری در تل‌آویو، اسرائیل - ۲۰۱۰

اور یهودا (در عبری: אור יהודה) نام شهری در استان تل‌آویو اسرائیل است که جمعیت آن در سال ۲۰۰۶ ۳۱٬۲۰۰ نفر و مساحت آن ۵.۱۴۱ کیلومتر مربع بوده است.
اور یهودا در زمین‌های روستای عرب‌نشین ساقیة شکل گرفته است.